# قطقاط شوكي الجناح
قطقاط شوكي الجناح يسمى أيضا زقزاق مصري (الاسم العلمي: Hoplopterus  spinosus) (بالإنجليزية: Spur-winged  Lapwing)‏ هو طائر من الفصيلة الزقزاقية.

## معرض صور

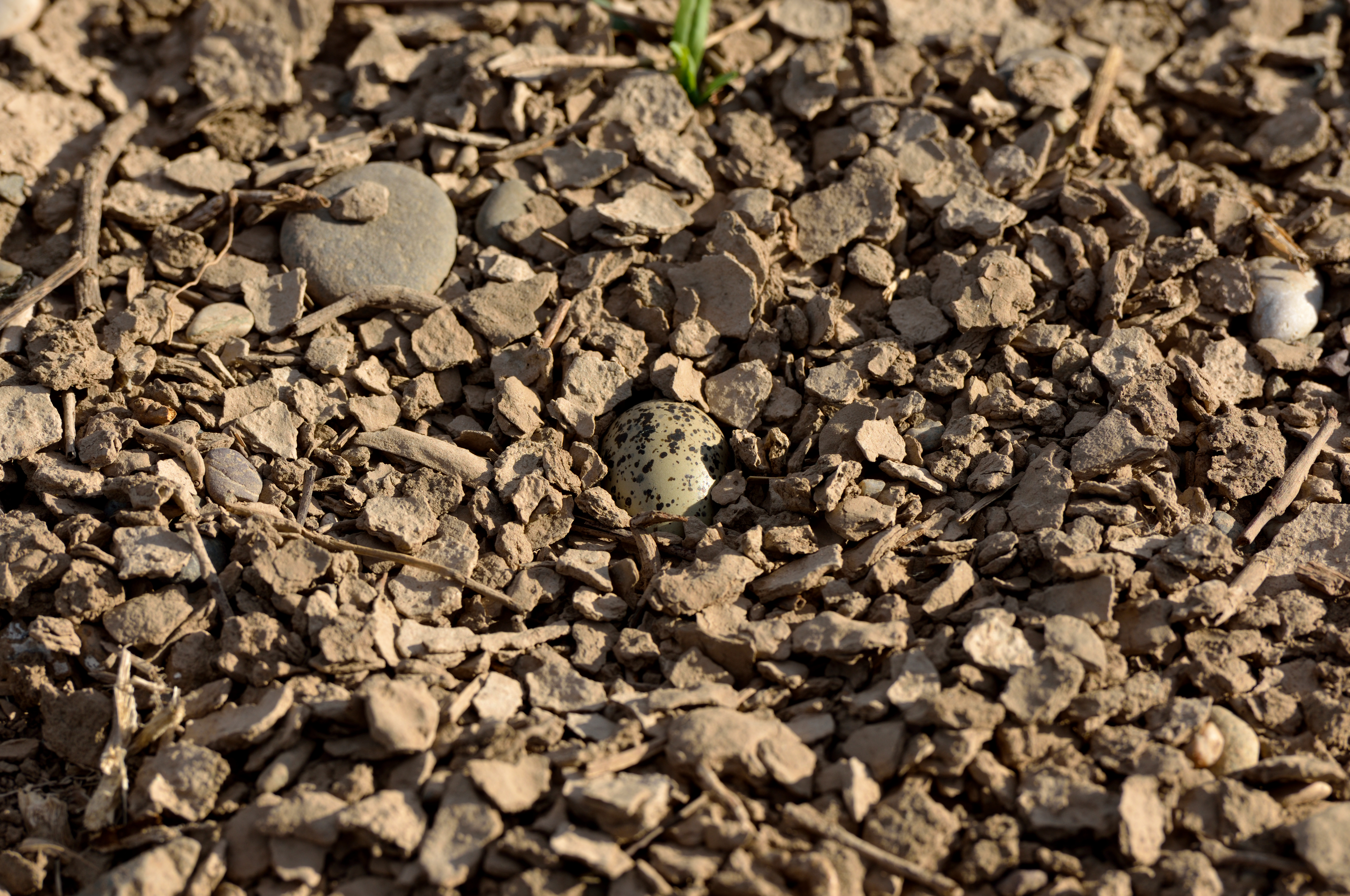
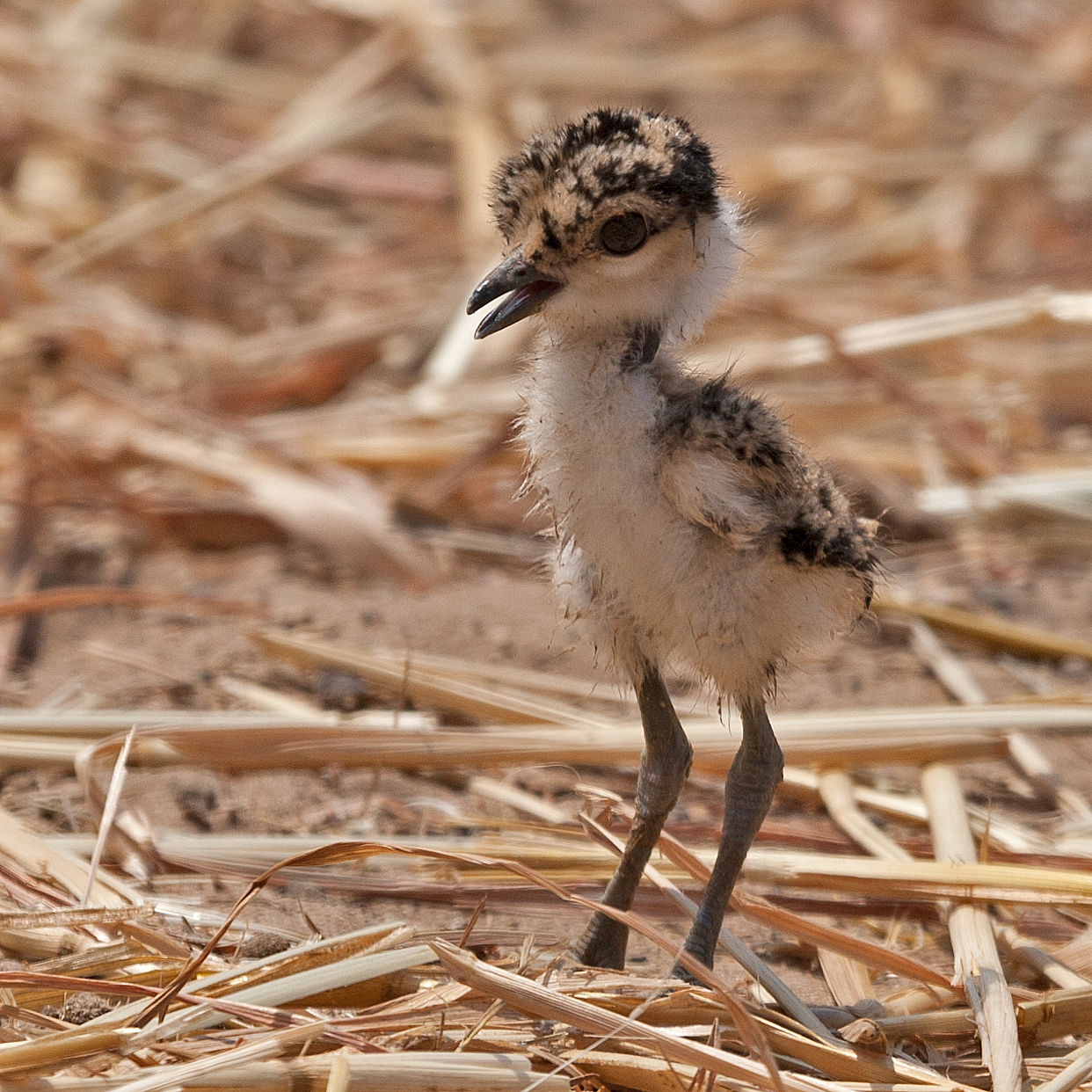
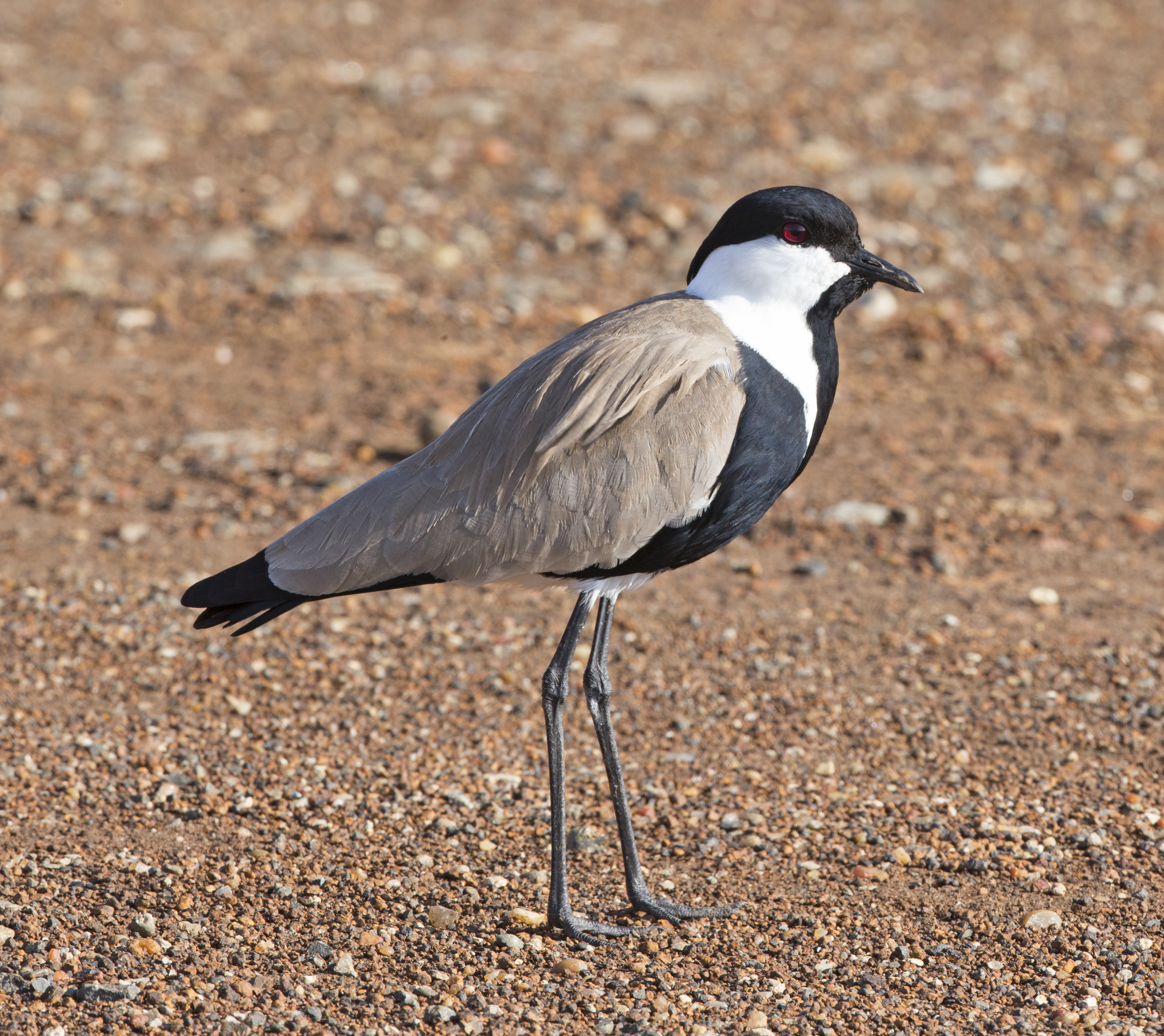
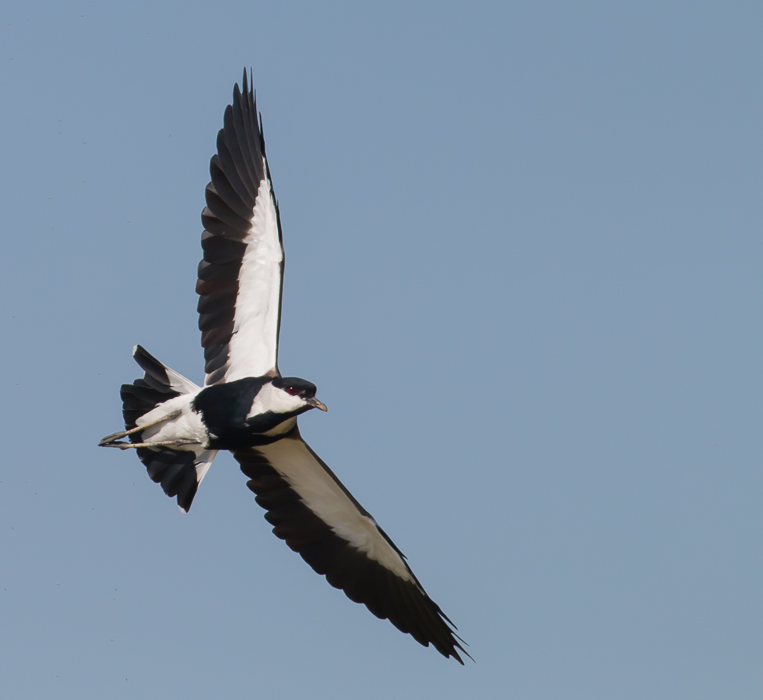
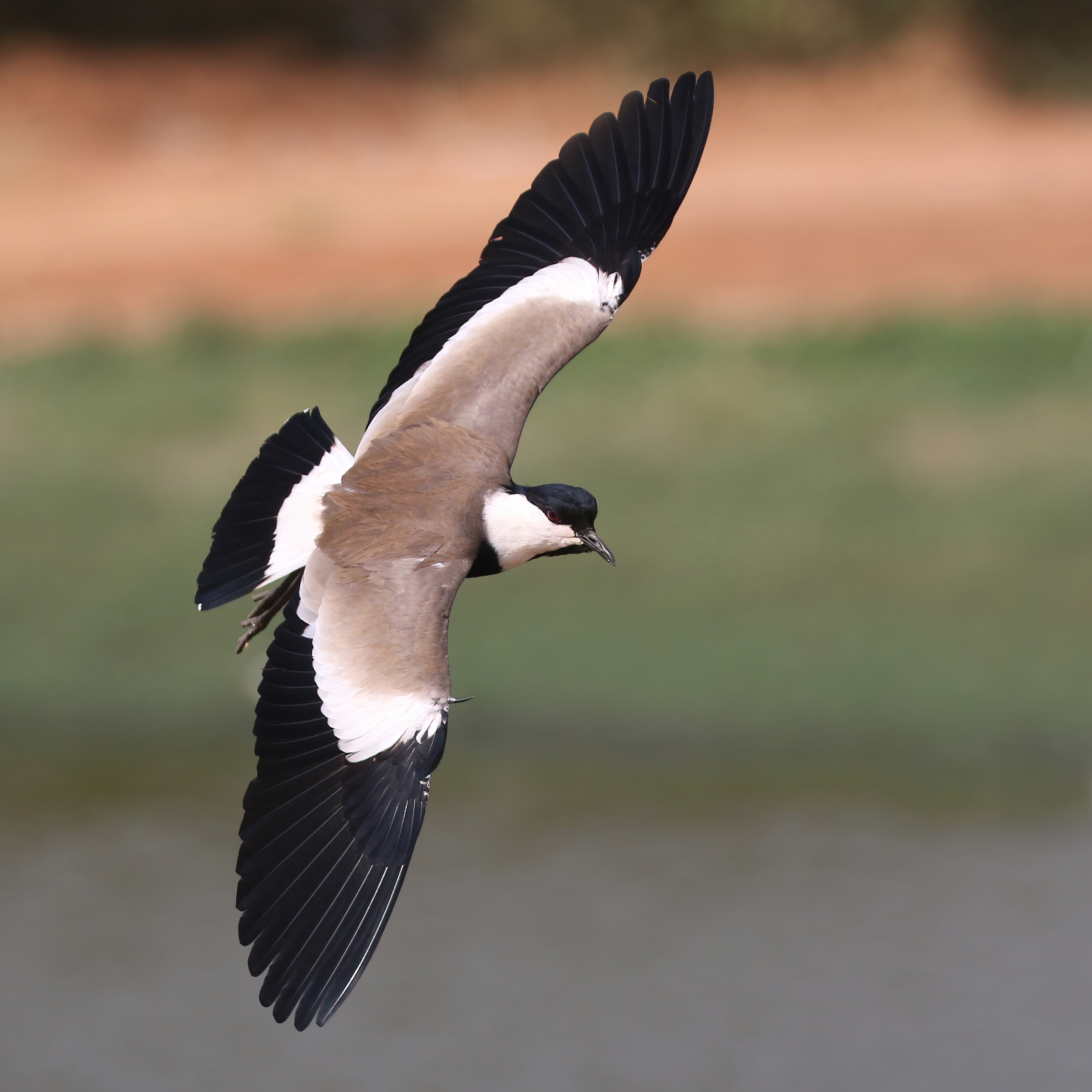
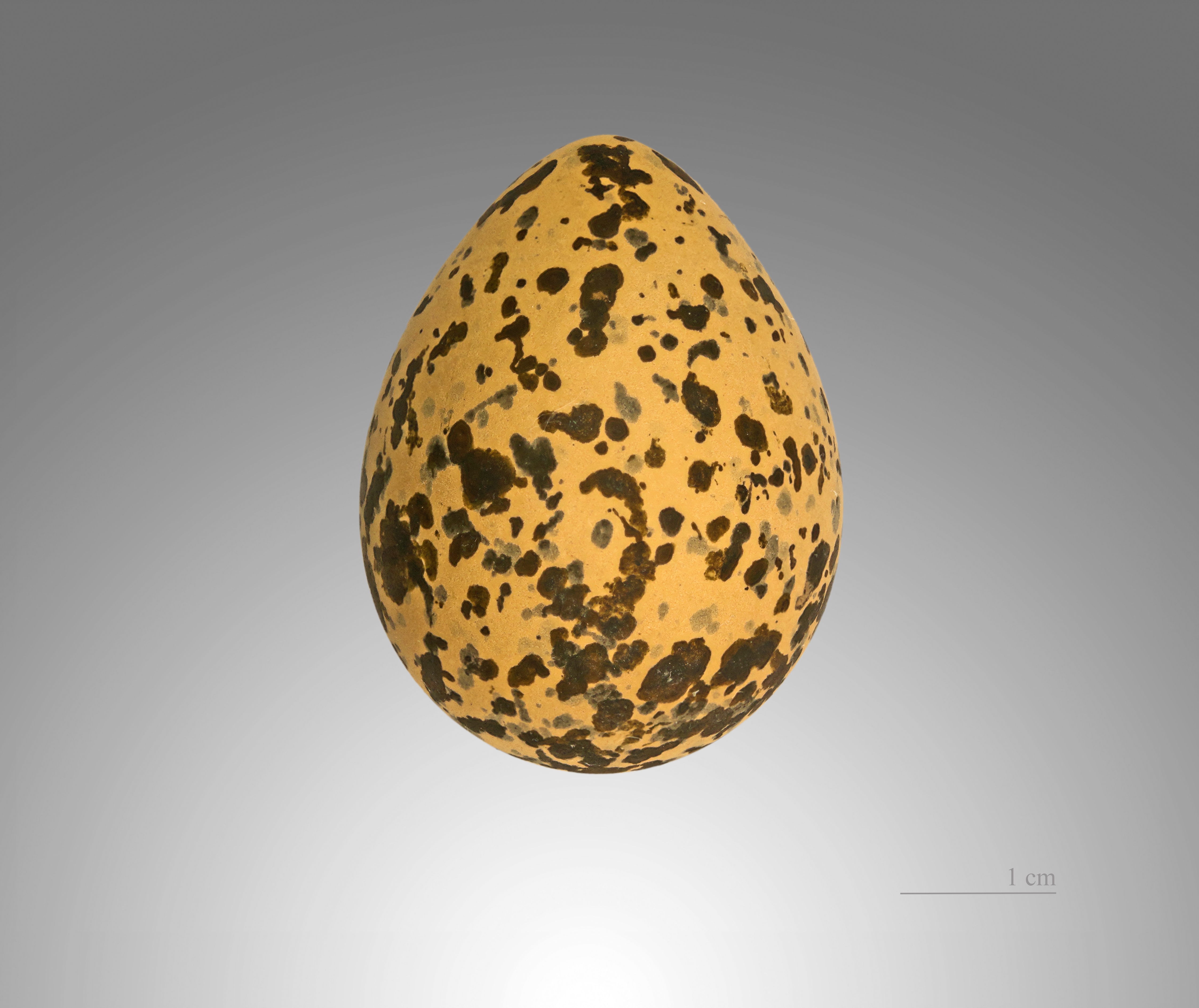